# Света Параскева (Трановалто)
Вижте пояснителната страница за други значения на Света Параскева.
„Света Параскева“ (на гръцки: Αγίας Παρασκευής) е възрожденска православна църква край кожанското село Трановалто, Егейска Македония, Гърция, част от Сервийската и Кожанска епархия.
Църквата е изградена южно от Трановалто в местността Вонгопетра (Падеж) в 1726 година според ктиторския надпис и е най-старият храм в областта. В нея са запазени забележителни стенописи. В нартекса е изписан Страшният съд.
Край храма има конак и чешма, а източно от него, извън оградата му, аязмо.
- Стенописи в храма, 1726 г.